# Brezinaite
La brezinaite è un raro minerale monoclino, ad habitus prismatico, e contenente cromo e zolfo che è stato individuato in alcune meteoriti. Prende il nome dal mineralogista austriaco Aristides Brezina.